# Évapotranspiration potentielle
Pour les articles homonymes, voir ETP.
L'évapotranspiration potentielle (ETP) ou potentiel d'évaporation d'un sol est défini comme la quantité d'évaporation qui pourrait se produire en cas d'approvisionnement en eau suffisant. Si l'évapotranspiration réelle considère la demande nette de l'atmosphère en humidité par rapport à une surface et la capacité de cette surface à fournir l'humidité, l'ETP est une mesure de la demande. La surface, les températures de l'air, l'ensoleillement et le vent influencent tous le phénomène. Une zone aride est un endroit où le potentiel annuel d'évaporation excède les précipitations annuelles.

## Estimations du potentiel d'évaporation

### Équation de Thornthwaite (1948)
{\displaystyle ETP=16\left({\frac {L}{12}}\right)\left({\frac {N}{30}}\right)\left({\frac {10\,T_{a}}{I}}\right)^{\alpha }}
Où
{\displaystyle ETP}  est le potentiel estimé d'évaporation (mm/mois);
{\displaystyle T_{a}} est la moyenne quotidienne de température du mois calculé (en degrés Celsius; si cette valeur est négative, utiliser {\displaystyle 0});
{\displaystyle N} est le nombre calculé de jours dans le mois;
{\displaystyle L} est la longueur moyenne en heures de la journée
{\displaystyle \alpha =(6.75\times 10^{-7})I^{3}-(7.71\times 10^{-5})I^{2}+(1.792\times 10^{-2})I+0.49239}
{\displaystyle I=\sum _{i=1}^{12}\left({\frac {T_{ai}}{5}}\right)^{1.514}} indice de chaleur qui dépend des 12 températures moyennes mensuelles {\displaystyle T_{ai}}.
Quelques formes modifiées de cette équation apparaissent dans des publications ultérieures (1955 et 1957) par Thornthwaite et Mather.

### Sources
- (en) H.L. Penman, « Natural evaporation from open water, bare soil, and grass », Proc. Roy. Soc., London, U.K., vol. A193, no 1032,‎ 1948, p. 120–145 (DOI 10.1098/rspa.1948.0037, Bibcode 1948RSPSA.193..120P)
- (en) W.H. Brutsaert, Evaporation into the Atmosphere : theory, history, and applications, Dordrecht, Holland, D. Reidel, 1982, 302 p. (ISBN 90-277-1247-6)
- (en) Gordon Bonan, Ecological Climatology, Cambridge, U.K., CUP, 2002 (ISBN 0-521-80476-0)